# Сделано в Италии
«Сделано в Италии» (англ. Made in Italy) — итальянский комедийный фильм режиссёра Лучано Лигабуэ. 
Премьера фильма состоялась 25 января 2018 года в Италии, в России премьера состоялась 7 марта 2019 года.

## Сюжет
Фильм рассказывает о мужчине Рико, у которого есть работа, собственный дом, молодая жена Сара и верные друзья. Но однажды его жизнь кардинально меняется.

## В главных ролях
- Стефано Аккорси — Рико
- Касия Смутняк — Сара
- Фаусто Мария Шиараппа
- Уолтер Леонарди — Макс
- Филиппо Дини — Маттео
- Алессия Джулиани — Анжела
- Джанлука Гобби — Патрицио
- Леонардо Сантини — Алле